# 高多芬

高多芬全藍綵衣及綵帽

高多芬（英語：Godolphin、阿拉伯語：جودلفين）是由阿聯酋酋長穆罕默德·本·拉希德·阿勒马克图姆（香港賽馬會簡稱為穆罕默德酋長）創立的賽馬機構。名稱來自純種馬祖先之一高多芬阿拉伯。練馬基地位處阿聯酋杜拜阿喬斯馬房、英國新市場、澳洲維多利亞省等。並擁有獨立組織，除了馬主，亦有其他賽馬項目計劃。綵衣為全藍綵衣，於許可情況下可印上贊助商阿聯酋航空的標誌。

## 馬主

高多芬印有贊助商綵衣。

高多芬自1992年12月於阿聯酋詩柏馬場首先派馬上陣。至2018年於全球各地累積超過5000場勝利。
高多芬現時於英國、愛爾蘭、美國、法國、澳洲以及日本擁有賽駒。高多芬除了非自行練馬師訓練，亦會四處搜羅賽駒，部份馬匹繼續由原有練馬師訓練。2008年穆罕默德酋長以個人名義成為了日本中央競馬會非日本居留馬主之一。到2018年3月，日本中央競馬會承認高多芬團體名義，所有由個人名義的馬匹，馬主名義即時更變，日本綵衣使用較淺的藍色以及水藍色袖。

## 現任專屬練馬師
- 蘇萊（阿聯酋）
- 艾柏賓（阿聯酋）
- 甘敏斯（澳洲）[6]

## 現任專屬騎師
- 莫艾誠、布宜學（英國）[7]
- 巴米高（法國）
- 武豊、李慕華、坂井瑠星（日本）

## 過往專屬練馬師
- 艾沙朗尼（英國及阿聯酋）[8]
- 麥樂年（美國）
- 奧詩（澳洲）
- 白德民（澳洲、臨時）[6]

## 過往專屬騎師
- 戴圖理（阿聯酋）
- 麥維凱（英國、阿聯酋及澳洲）
- 麥道朗（澳洲）
- 戴勤（英國）[9]
- 蘇兆輝（英國）[10]
- 杜俊誠（英國）[11]

## 馬匹
高多芬旗下著名馬匹包括：
- 雅大爺（Adayar）
- 非洲傳說（African Story）
- Alizee
- Aljabr
- Almutawakel
- 愛禮物 (Anamoe)
- 背後發功 (Astern)
- 百利錢 (Balanchine)
- 吵鬧不休（Barney Roy）
- Belardo
- 拼百圖（Benbatl）
- 露營友（Bivouac）
- Blue Bunting
- 蔚藍海角（Blue Point）
- 鑄鐘大師 (Campanologist)
- 十字灣角（Cape Cross）
- Cape Verdi
- 卡西卡人（Cascadian）
- 勇騎兵 （Cavalryman）
- Classic Cliche
- 繁星布（Cloth of Stars）
- Colette
- 奪標先驅 (Coroebus)
- Creachadoir
- 還擊（Cross Counter）
- 黎明路向（Dawn Approach）
- 多樂美（Daylami）
- Discreet Cat
- 杜拜千禧（Dubai Millennium）
- 杜拜威（Dubawi）
- 大地光芒（Earthlight）
- 電極使者 (Electrocutionist)
- Essential Quality
- 外氣層 (Exosphere)
- 奇異光芒（Fantastic Light）
- 歡暢（Farhh）
- 防火線 (Firebreak)
- Flit
- Fly to the Stars
- 霜降（Frosted）
- 既成事實（Ghaiyyath）
- 喜特來（Hartnell）
- 鷹爪刀（Hawkbill）
- 心湖 (Heart Lake)
- 颶風萊恩（Hurricane Lane)
- Ibn Khaldun
- Island Sands
- It's Tricky
- 木球能手 (Jack Hobbs)
- Kayf Tara
- Kazzia
- Kiamichi
- 臨泰來（Lammtarra）
- Lyre
- Mark of Esteem
- 藍綠彩石 (Masar)
- 馬威霸 (Marienbard)
- 望潮 (Mawj)
- Maxfield
- Medaaly
- 現代遊戲 (Modern Games)
- Moon Ballad
- Moonshell
- Music Note
- Mutafaweq
- 原野步道 (Native Trail)
- Nedawi
- 雷霆夜（Night of Thunder）
- 老波斯（Old Persian）
- 比你快 (Outstrip)
- Papineau
- 柏斯國君 (Persian King)
- 呂宋火山（Pinatubo）
- 樞機主教（Prince Bishop）
- Questing
- 威滿蹄 (Ramonti)
- 桀驁之戀 (Rebel's Romance)
- 堅毅不屈 (Refuse To Bend)
- 環保駿駒 (Rewilding)
- 列卓斯特 (Ribchester)
- 生氣 (Sakhee)
- Savatiano
- Shamardal
- 街頭口號 (Street Cry)
- Swain
- 攻心如焚（Talismanic）
- 轟雷暴雪（Thunder Snow）
- Trekking
- 總冠軍 (Victor Ludorum)
- White Moonstone
- 狂野幻象 (Wild Illusion)
- 駐軍遺跡 (Wuheida)
- 伊比爾族 (Yibir)
- Zahrat Dubai

## 高多芬Flying Start
高多芬Flying Start（Godolphin Flying Start），由高多芬與多家大學合作的兩年制課程，每年挑選12名具賽馬工作經驗人士就讀，學費全免。

## 達利牧場
高多芬亦使用達利阿拉伯作宣傳之用，達利牧場（Darley Stud）位處英國新市場，並於美國肯塔基州、愛爾蘭、澳洲、日本北海道擁有牧場。可自行培育種馬。

## 外部連結
- 高多芬官方網站 （页面存档备份，存于）